# Protobranchia
Sous-classe
Ordres de rang inférieur
- Solemyoida
- Nuculoida

Les Protobranches, ou sous-classe des Protobranchia Pelseneer, 1889, sont un taxon de bivalves proches des gastéropodes. Ils possèdent une charnière taxodonte et sont dimyaires. Il y a deux ordres.

## Liste des ordres
Selon World Register of Marine Species (18 avril 2016) :
- ordre Afghanodesmatida Carter, 2011 †
  - super-famille Afghanodesmatoidea Scarlato & Starobogatov, 1979 †
    - famille Afghanodesmatidae Scarlato & Starobogatov, 1979 †
    - famille Eritropidae Cope, 2000 †

  - super-famille Tironuculoidea Babin in Babin et al., 1982 †
    - famille Nucularcidae Pojeta & Stott, 2007 †
    - famille Similodontidae Carter & Pojeta, 2011 †
    - famille Tironuculidae Babin in Babin et al., 1982 †
- ordre Nuculanida Carter, J. G., Campbell, D. C. & M. R. Campbell, 2000
  - super-famille Nuculanoidea H. Adams & A. Adams, 1858 (1854)
    - famille Cucullellidae P. Fischer, 1886 †
    - famille Isoarcidae Keen, 1969 †
    - famille Lametilidae Allen & Sanders, 1973
    - famille Malletiidae H. Adams & A. Adams, 1858 (1846)
    - famille Neilonellidae Schileyko, 1989
    - famille Nuculanidae H. Adams & A. Adams, 1858 (1854)
    - famille Phaseolidae Scarlato & Starobogatov, 1971
    - famille Polidevciidae Kumpera, Prantl & Růžička, 1960 †
    - famille Pseudocyrtodontidae Maillieux, 1939 †
    - famille Siliculidae Allen & Sanders, 1973
    - famille Strabidae Prantl & Růžička, 1954 †
    - famille Tindariidae Verrill & Bush, 1897
    - famille Yoldiidae Dall, 1908
- ordre Nuculida Dall, 1889
  - super-famille Nuculoidea Gray, 1824
    - famille Nuculidae Gray, 1824
    - famille Praenuculidae McAlester, 1969 †

  - super-famille Sareptoidea Stoliczka, 1870
    - famille Sareptidae Stoliczka, 1870
- ordre Solemyida Dall, 1889
  - super-famille Manzanelloidea Chronic, 1952
    - famille Manzanellidae Chronic, 1952 †
    - famille Nucinellidae H. E. Vokes, 1956

  - super-famille Solemyoidea Gray, 1840
    - famille Clinopisthidae Pojeta, 1988 †
    - famille Ctenodontidae Wöhrmann, 1893 †
    - famille Ovatoconchidae Carter, 2011 †
    - famille Solemyidae Gray, 1840

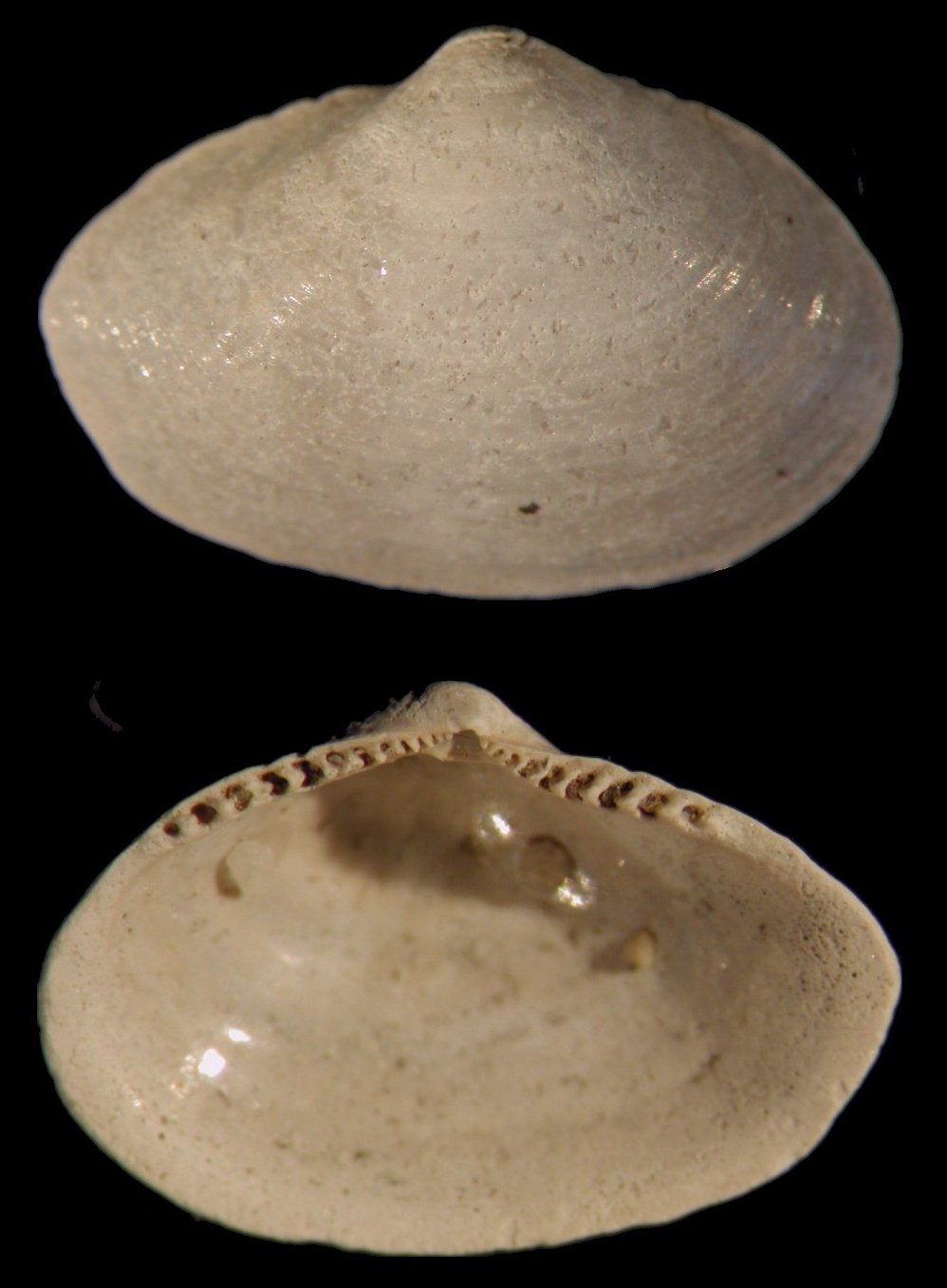
Portlandia arctica (Nuculanoida)
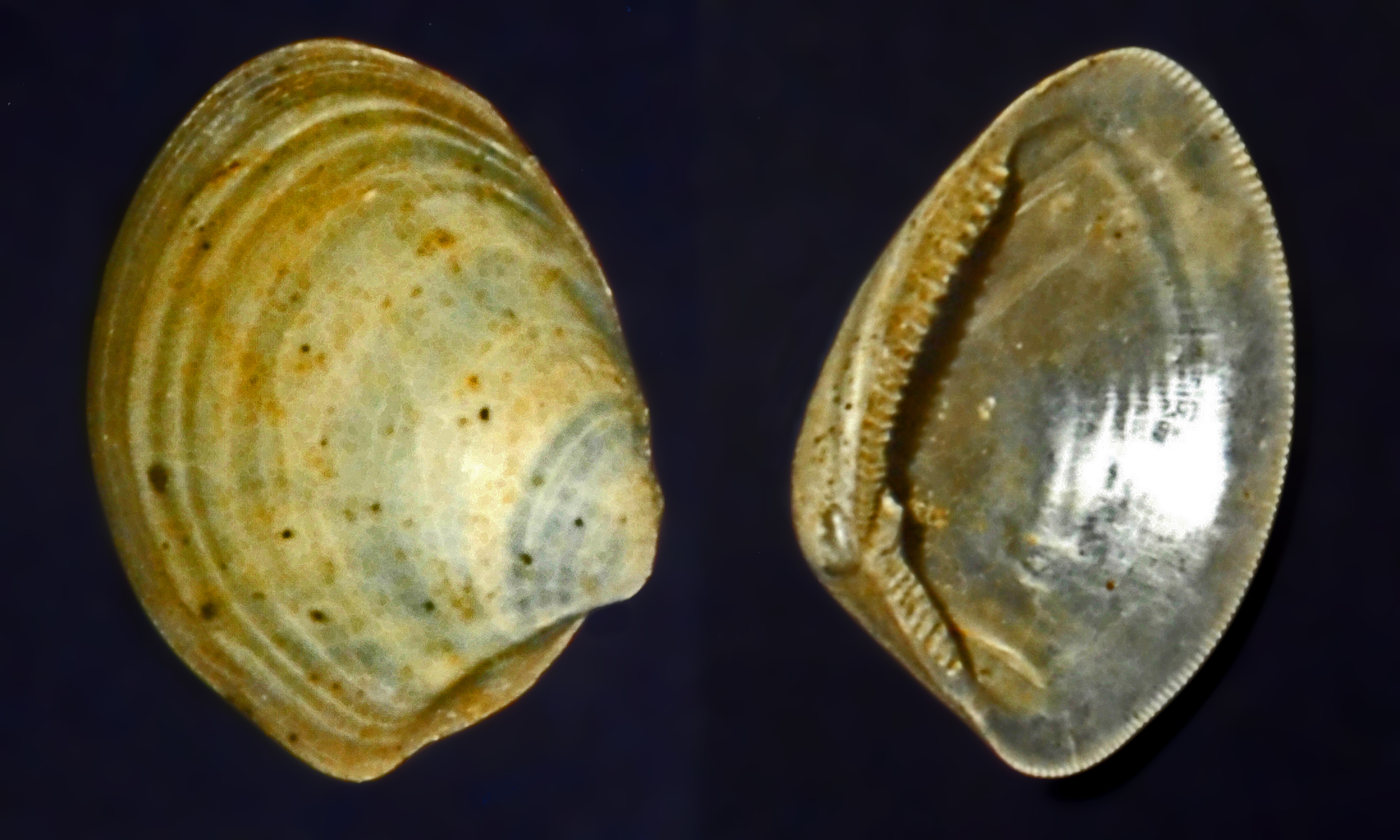
Nucula piacentina (Nuculida)
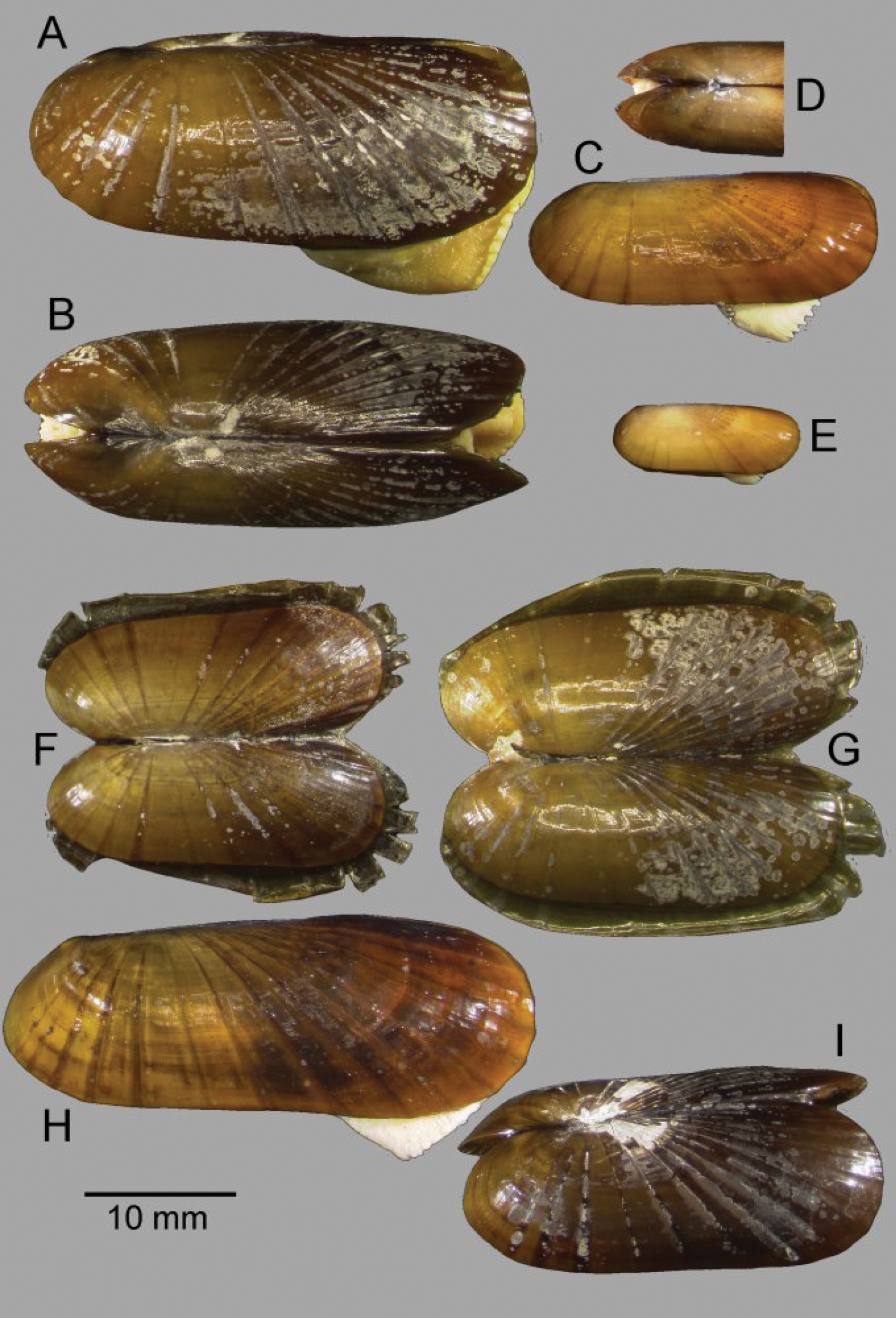
Solemya elarraichensis (Solemyoida)